# Asociación Española de Pediatría
La Asociación Española de Pediatría (AEP) es una asociación profesional fundada en 1949, que actualmente aglutina a más de 12000 médicos pediatras y cirujanos pediátricos españoles, en torno a 14 sociedades regionales y 24 asociaciones de especialidades pediátricas.

## Las primeras sociedades científicas médicas en España
Antes de la fundación de la Asociación Española de Pediatría, existían otras sociedades científicas en España:
- 1873: Sociedad Nacional de Ginecología, Obstetricia y Pediatría.
- 1909: Sociedad Española de Dermatología y Sifiliografía.
- 1911: Asociación Española de Urología.
- 1913: Sociedad de Pediatría de Madrid.
- 1926: Sociedad Catalana de Pediatría.
- 1949: Asociación Española de Pediatría (AEP).
- 1949: Sociedad de Pediatría de Galicia (SOPEGA).[4]

## El nacimiento de la Pediatría en España

### Apuntes sobre los orígenes de lasanidad públicaen España
Algunos pocos apuntes sobre los orígenes de la sanidad pública en España (el contexto legislativo):
- 1942: creación del Seguro Obligatorio de Enfermedad, el 14 de diciembre de 1942.[6] Se considera que esta norma ha supuesto la semilla de la sanidad pública en España, el primer antecedente legislativo de la misma.
- 1978: creación del Instituto Nacional de la Salud (INSALUD), que, a la vez, supuso la extinción del anterior Instituto Nacional de Previsión (INP) de 1908.
- 1986: Ley General de Sanidad.[7]
- 2002: desaparición del Instituto Nacional de la Salud (INSALUD), dando paso al Instituto Nacional de Gestión Sanitaria (INGESA), plasmando y finalizando el proceso de descentralización de las competencias de sanidad a las comunidades autónomas españolas.[8],[9]

### Apuntes sobre el desarrollo de la Pediatría española
Algunos hitos destacables en el desarrollo de la Pediatría española:,
- Siglo XVI: se editan 3 libros dedicados a las enfermedades infantiles por Jerónimo Soriano, Luis Mercado y Francisco Pérez Cascales.
- Siglo XIX:

- El conocimiento de las enfermedades infantiles llega a los médicos españoles de la mano de manuales y textos, en su mayoría, franceses, como por ej., y entre otros: "Tratado de enfermedades de los niños hasta la pubertad" de J. Capurón, traducido por Higinio Antonio Lorente en 1818; "Tratado de las enfermedades de los niños" de Barrier, traducido por Luis Oms y José Oriol, en 1843.
- La enseñanza de la patología infantil se adscribe a las cátedras de Obstetricia. Los primeros textos dedicados a las enfermedades de los niños se deben a Arturo Perales Gutiérrez, catedrático de Granada.

- 1875: las enfermedades infecciosas como la viruela, la difteria y la tuberculosis son las principales causas de muerte en la población. El día 2 de marzo de 1875 se dictó una de las primeras normativas legales sobre la inoculación variólica en el ganado.[12]
- 1877: se construye el primer hospital infantil, el Hospital del Niño Jesús en Madrid. "El Hospitalillo", inaugurado el 14 de enero de 1877 en la calle Laurel, fue su precedente, que al quedarse pequeño enseguida fue sustituido por el, hasta ahora, Hospital del Niño Jesús. Este se construyó por iniciativa de María Hernández Espinosa, duquesa de Santoña; se inició su construcción el 6 de noviembre de 1879 y se inauguró en 1881.[13][14] En sus comienzos era un hospital-asilo, pero finalmente ha sido la cuna de la Pediatría española moderna. Mariano Benavente fue su primer director.
- 1887: se acreditan las primeras cátedras de "Enfermedades de la infancia", al amparo de una Real Orden de 16 de septiembre de 1886:[15]

- Francisco Criado Aguilar, Madrid.
- Juan Lojo Batalla, Santiago de Compostela.
- Patricio Borobio Díaz, Zaragoza.

- 1888: se celebra en Madrid el Primer Congreso Ginecológico y Pediátrico español.
- 1888: se acreditan nuevas cátedras de "Enfermedades de la infancia":

- Ramón Gómez Ferrer, Valencia.
- Juan Enrique Iranzo Simón, Barcelona y Zaragoza.
- Andrés Martínez Vargas, Barcelona.

- Mariano Benavente González, Francisco Criado Aguilar y Andrés Martínez Vargas configuraron el grupo fundador de la Pediatría española moderna.
- 1890: Francisco Vidal Solares (1854-1922) funda en Barcelona el "Consultorio de Enfermedades de los niños" en mayo de 1886, y más tarde, en mayo de 1890, el "Hospital de Nens pobres", y en él, el que posiblemente haya sido la primera "Gota de leche".[16]
- 1892: Manuel Tolosa Latour (1857-1919) funda en Chipiona (Cádiz) el "Sanatorio Marítimo Santa Clara" destinado a niños con tuberculosis. También el "Hospital asilo de San Rafael" creado por la Orden de San Juan de Dios en Pinto (Madrid), posteriormente trasladado a Madrid en 1897.
- 1896:

- Federico Rubio y Galí, en Madrid, funda en el Instituto Rubio el "Consultorio de Niños del Instituto de Terapéutica Operatoria" (después Instituto Rubio y Galí).
- La Pediatría se constituye como disciplina universitaria independiente.

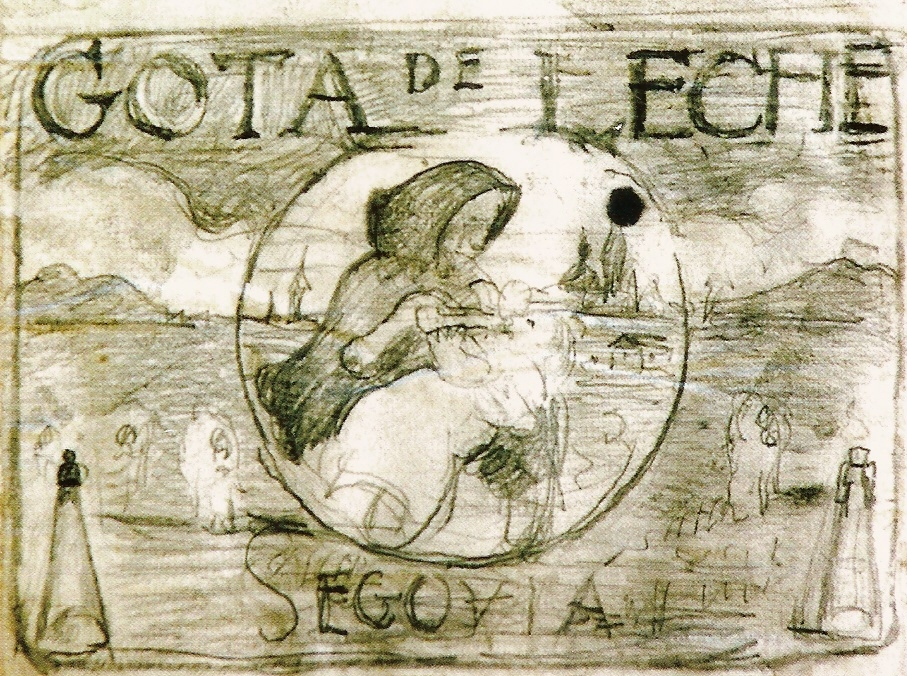
Boceto de Daniel Zuloaga para el mural de la institución segoviana Gota de Leche, hacia 1913

- 1901: se funda el "Hospital de Niños" en Santa Cruz de Tenerife.
- 1903: se publica el Real decreto sobre vacunación obligatoria frente a la viruela.[18]
- 1904: Rafael Ulecia funda en Madrid el primer Consultorio de Niños de Pecho "Gota de Leche". Instituciones similares son abiertas en otras ciudades españolas.[19]
- 1911: la Sociedad Ginecológica Española convoca en Madrid un congreso de Obstetricia, Ginecología y Pediatría, que supondría el final de la vinculación de estas dos especialidades médicas.
- 1913: fundación de la Sociedad de Pediatría de Madrid.
- 1914: celebración del I Congreso Nacional de Pediatría en Palma de Mallorca, durante los días 19 a 25 de abril de 1914 y presidido por Andrés Martínez Vargas:[10]

- Bajo el lema "Proteged a los niños", más de 300 asistentes se propusieron hacer frente a la elevadísima mortalidad infantil de la época.
- Las aportaciones de los asistentes se articularon en torno de estos grandes temas: puericultura, medicina infantil, cirugía infantil e higiene escolar.

- 1925: creación de la Escuela Nacional de Puericultura por Enrique Suñer Ordóñez.
- 1926-1928: Creación de las escuelas provinciales de Puericultura en Sevilla, Gijón y Valencia.
- 1929: Guillermo Arce funda el Servicio de Puericultura de la Casa de Salud Valdecilla (hoy Hospital Universitario Marqués de Valdecilla).
- 1965: inauguración del Hospital Infantil La Paz bajo la dirección de Enrique Jaso Roldán (1904-1993).[20]
- 1985: al amparo del Real Decreto 137/1984, de 11 de enero, sobre estructuras básicas de salud[21] se inauguran los primeros centros de salud. En la actualidad, los pediatras de atención primaria constituyen el colectivo profesional con mayor número de efectivos.
- 2006: publicación en el Boletín Oficial del Estado del Programa formativo de la especialidad de Pediatría y sus Áreas Específicas.[22]

## El derecho a la salud
Convención Internacional sobre los Derechos de los niños:
Artículo 24.1. Los Estados Partes reconocen el derecho del niño al disfrute del más alto nivel posible de salud y a servicios para el tratamiento de las enfermedades y la
rehabilitación de la salud. Los Estados Partes se esforzarán por asegurar que ningún niño sea privado de su derecho al disfrute de esos servicios sanitarios.
- Adoptada por la Asamblea General de las Naciones Unidas en su Resolución 44/25 del 20 de noviembre de 1989.
- Entró en vigor de forma general del 2 de septiembre de 1990.
- Ratificada por España el 31 de diciembre de 1990, con entrada en vigor el 5 de enero de 1991.
- Hasta la fecha ha sido ratificada por 140 países del mundo.

Carta Europea de los Derechos de los niños hospitalizados:
Apartado -o-. Derecho a recibir, durante su permanencia en el hospital, los cuidados prodigados por un personal cualificado, que conozca perfectamente las necesidades de
cada grupo de edad, tanto en el plano físico como en el afectivo. Apartado -p-: Derecho a ser hospitalizado junto a otros niños, evitando todo lo posible su hospitalización entre adultos
- Acordada por el Parlamento Europeo en 1986.

## Formación oficial en Pediatría
Marco normativo para la formación en Pediatría en España:
- Programa formativo de la especialidad de Pediatría y sus Áreas Específicas, 2006.[22]
- Programa formativo de la especialidad de Enfermería Pediátrica, 2010.[28]
- Resolución conjunta de los ministerios de Educación y Sanidad, Servicios Sociales e Igualdad por la que se establecen los requisitos de acreditación de las Unidades Docente Multiprofesionales de Pediatría, 2011].[29]
- Listado de Centros de Salud acreditados por el Ministerio de Sanidad, Servicios Sociales e Igualdad, para la docencia posgrado en Pediatría (MIR), 2011.[30]
- Real Decreto que regula la troncalidad de la formación sanitaria, así como la reespecialización y la capacitación específica (aprobado en Consejo de Ministros el 25 de julio de 2014). La neonatología constituye la primera "Área de Capacitación Específica" con acceso desde la especialidad de Pediatría.[31][32]

## Historia de la asociación

### Antecedentes

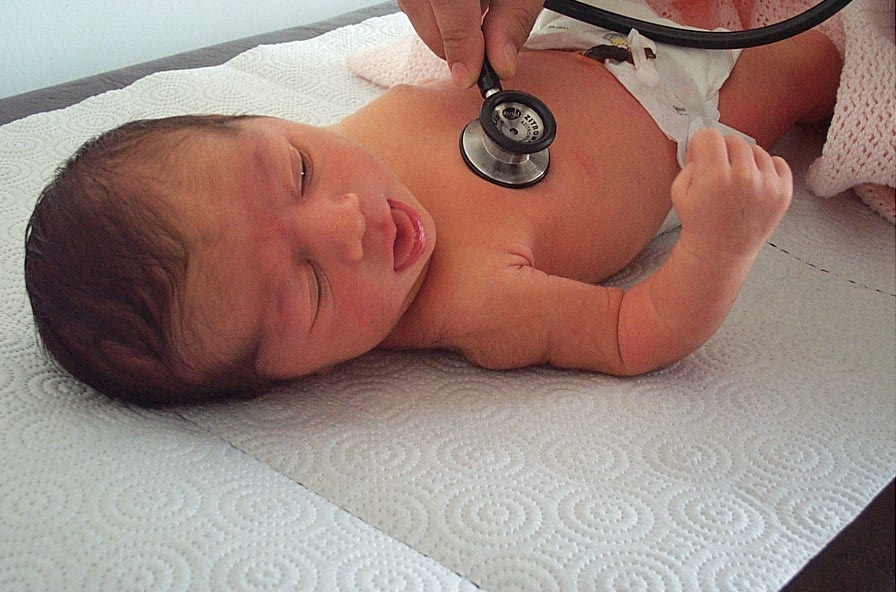
Examen de un recién nacido en un centro de salud

- 1913: fundación de la Sociedad de Pediatría de Madrid.
- 1914: celebración del I Congreso Nacional de Pediatría en Palma de Mallorca, durante los días 19 a 25 de abril de 1914 y presidido por Andrés Martínez Vargas. Bajo el lema "Proteged a los niños", más de 300 asistentes se propusieron hacer frente a la elevadísima mortalidad infantil de la época.[10]
- 1923: celebración del II Congreso Nacional de Pediatría en San Sebastián.
- 1925: celebración del III Congreso Nacional de Pediatría en Zaragoza.
- 1926: fundación de la Sociedad Catalana de Pediatría, bajo la presidencia de Manuel Salvat Espasa (hijo de Manuel Salvat Xivixell)
- 1928: celebración del IV Congreso Nacional de Pediatría en Valencia.
- 1933: celebración del V Congreso Nacional de Pediatría en Granada.
- 1944: celebración del VI Congreso Nacional de Pediatría en Santander. Santiago Cavengt Gutiérrez y Francisco Zamarriego García constituyen la Asociación de Pediatras Españoles, que finalmente resulta ser el germen de la AEP.

### Fundación
- 1949: en abril en Madrid, en el seno de la Sociedad de Pediatría de Madrid, en mayo en Sevilla, y en noviembre, nuevamente en Madrid, se constituye, acuerdan los estatutos y se elige la primera Junta Directiva dirigida por Santiago Cavengt Gutiérrez.

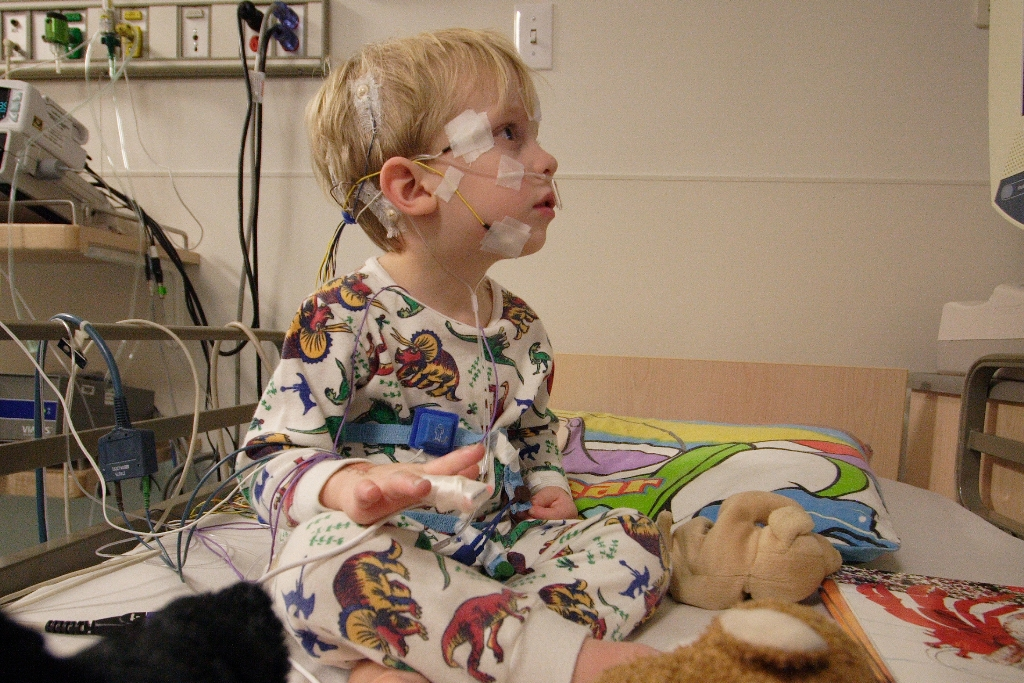
Niño enfermo atendido en un hospital

### Desarrollo
- Primera etapa (fundacional), hasta 1960. Fundación de diversas sociedades regionales:

- 1950: Gallega.
- 1956: Castellano-Astur-Leonesa.
- 1958: Valenciana.
- 1960: Aragonesa-La Rioja-Soria. Inicialmente se fundó la Sociedad Aragonesa de Pediatría en Zaragoza el 6 de octubre de 1960. Posteriormente se transformó en la Sociedad de Pediatría de Aragón, La Rioja y Soria (SPARS).

- Segunda etapa, de consolidación, hasta 1968. Fundación de otras sociedades regionales y las primeras de especialidades:

- 1961: Canaria.
- 1962: Sección de Cirugía Infantil, primera sociedad de especialidad. En 1984 pasó a ser la Sociedad Española de Cirugía Pediátrica (SECP).
- 1965: Las Palmas.
- 1966: Vasco-Navarra, Andalucía occidental y Extremadura, y Andalucía oriental.
- 1968: Baleares.

- Tercera etapa o de desarrollo, desde 1968-70. Actualmente cuenta con 14 sociedades regionales y 23 sociedades de especialidades pediátricas federadas:

- 1973: Asociación Española de Nefrología Pediátrica (AENP).
- 1976:

- Sociedad Española de Gastroenterología, Hepatología y Nutrición Pediátrica (SEGHNP).
- Sociedad Española de Inmunología Clínica, Alergología y Asma Pediátrico (SEICAP).

- 1977: Sociedad Española de Neumología Pediátrica (SENP).
- 1978:

- Sociedad Española de Endocrinología Pediátrica (SEEP).
- Sociedad Española de Genética Clínica y Dismorfología (SEGCD).

- 1983: Sociedad de Pediatría extrahospitalaria y Atención Primaria.
- 1987: Sociedad Española de Medicina del Adolescente (SEMA).
- 1995: Sociedad Española de Urgencias de Pediatría (SEUP).
- 1996:

- Sociedad Española de Neonatología.
- Sociedad Española de Reumatología Pediátrica (SERPE).

- 2000: Asociación Española de Pediatría de Atención Primaria.

### Centenario del Primer Congreso Español de Pediatría

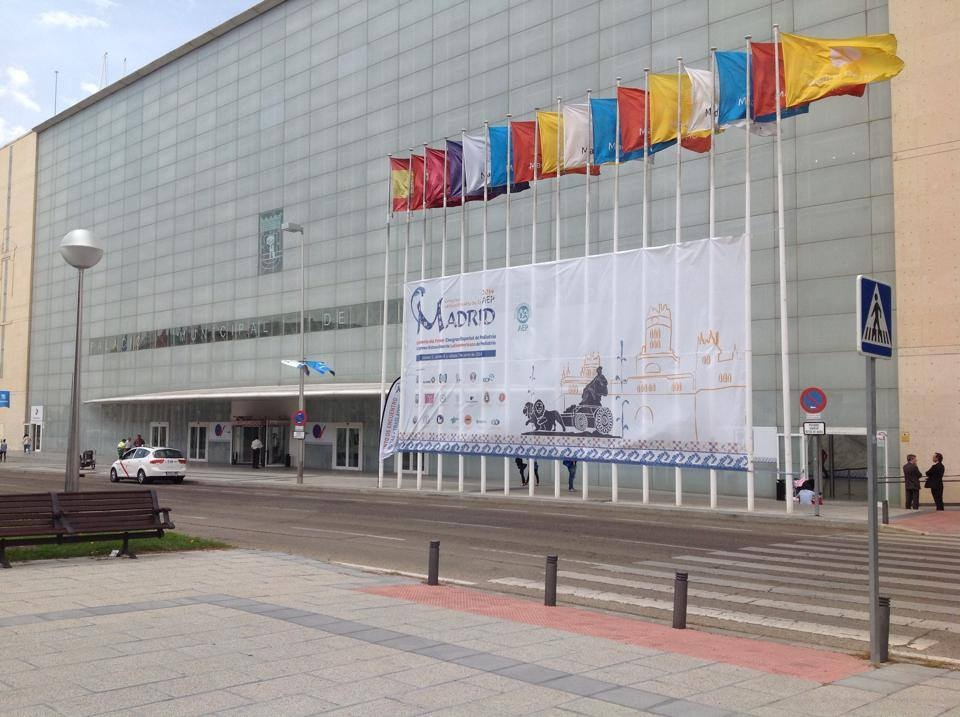
Congreso extraordinario de la Asociación Española de Pediatría, junio de 2014, en Madrid

En abril de 1914 se celebró el Primer Congreso Español de Pediatría en Palma de Mallorca, bajo la dirección de Andrés Martínez Vargas. Durante el Congreso Extraordinario de la AEP, en Madrid 5-7 de junio de 2014 se conmemora el centenario de aquel primer Congreso en Palma de Mallorca que supuso la inauguración de la pediatría moderna en España.

## Presidentes de la Asociación Española de Pediatría
| Fechas    | Presidente              | Secretario General           | Otros componentes |
| --------- | ----------------------- | ---------------------------- | --- |
| 1960-1964 | Enrique Jaso Roldán     |                              | |
| 1980-1982 | Manuel Bueno Sánchez    |                              | |
| 1987-1995 | José Peña Guitián       |                              | |
| 1995-1998 | Manuel Moya Benavent    |                              | |
| 1998-2009 | Alfonso Delgado Rubio   |                              | |
| 2009-2017 | Serafín Málaga Guerrero | Ángel Carrasco Sanz          | Vicepresidente 1.º (especialidades pediátricas): Antonio Nieto García • Vicepresidente 2.º (atención primaria): Fernando Malmierca Sánchez • Tesorera: Josefa Rivera Luján • Presidente del Comité científico del Congreso: Antonio Jurado Ortiz • Presidente de la Fundación Española de Pediatría: Luis Madero López                               |
| 2017-2021 | M.ª José Mellado Peña   | María García-Onieva Artazcoz | Vicepresidenta 1.º (especialidades pediátricas): Inmaculada Calvo Penades • Vicepresidente 2.º (atención primaria): Juan Ruiz-Canela Cáceres • Tesorero: Pedro Gorrotxategui Gorrotxategui • Presidenta del Comité científico del Congreso: Josefa Rivera Luján • Presidenta de la Fundación Española de Pediatría: Teresa Hernández-Sampelayo Matos |
| 2021-2025 | Luis C. Blesa Baviera   | Olga González Calderón       | Vicepresidenta 1.ª (Atención Hospitalaria): M.ª del Mar Rodríguez Vázquez del Rey • Vicepresidente 2.º (Atención Primaria): Guillermo Martín Carballo • Tesorero: Luis Sánchez Santos • Presidente de la Fundación Española de Pediatría: Dolors Canadell Villaret • Presidente Comité Científico Ejecutivo de los Congresos: Juan José Díaz Martín  |

## Comité Asesor de Vacunas (CAV)
El Comité Asesor de Vacunas de la AEP (CAV-AEP) se fundó el 7 de mayo de 1994.
- El primer comité fue coordinado por Javier de Arístegui Fernández (Bilbao), siendo entonces José Peña Guitián presidente de la AEP.
- También han sido coordinadores del CAV-AEP, entre otros: Alfredo Blanco Quirós (Valladolid), Enrique Bernaola Iturbe (Pamplona) y Josep Marés Bermúdez (Gerona).

### Composición del CAV-AEP
Composición del CAV-AEP desde su creación:
| Fechas    | Coordinador                              | Secretario                               | Vocales |
| --------- | ---------------------------------------- | ---------------------------------------- | --- |
| 1994-1998 | • Javier Arístegui Fernández (Bilbao)    |                                          | • Francisco Calbo Torrecilla • Josep M.ª Corretger Rauet (Barcelona) • Gumersindo Fontán Casariego • M.ª Teresa Hernández-Sampelayo Matos (Madrid) • Jaime Muñiz Saitua • Carlos Rodrigo Gonzalo de Liria (Barcelona) |
| 1998-2001 | • Javier de Arístegui Fernández (Bilbao) |                                          | • Francisco Calbo Torrecilla • Josep M.ª Corretger Rauet (Barcelona) • Gumersindo Fontán Casariego • Francisco Jesús García Martín [† octubre de 2017] (Málaga) • M.ª Teresa Hernández-Sampelayo Matos (Madrid) • Fernando Moraga Llops (Barcelona) • Jaime Muñiz Saitua • Carlos Rodrigo Gonzalo de Liria (Barcelona)                                                                |
| 2001-2003 | • Alfredo Blanco Quirós                  |                                          | • Francisco Asensi Botet • Jesús García Pérez (Madrid) • José A. Gómez-Campderá • Francisco Giménez Sánchez • Fernando de Juan Martín • Juan José Picazo de La Garza • Valentín Pineda Solás |
| 2003-2008 | • Enrique Bernaola Iturbe (Pamplona)     |                                          | • Manuel Baca Cops • Javier Díez Domingo (Valencia) • José A. Gómez-Campderá • Francisco Giménez Sánchez • Fernando de Juan Martín • Federico Martinón Torres (Santiago de Compostela) • Juan José Picazo de La Garza • Valentín Pineda Solás |
| 2009-2010 | • Josep Marès Bermúdez (Barcelona)       | • Diego van Esso Arbolave (Barcelona)    | • Francisco J. Álvarez García (Asturias) • Javier de Arístegui Fernández (Bilbao) • Francisco J. Barrio Corrales (Granada) • M.ª José Cilleruelo Ortega (Madrid) • José González Hachero (Sevilla) • Manuel Merino Moína (Madrid) • David Moreno Pérez (Málaga) • Luis Ortigosa del Castillo (Santa Cruz de Tenerife) • Jesús Ruiz Contreras (Madrid)                                 |
| 2010-2011 | • David Moreno Pérez (Málaga)            | • Francisco J. Álvarez García (Asturias) | • Javier de Arístegui Fernández (Bilbao) • Francisco J. Barrio Corrales (Granada) • M.ª José Cilleruelo Ortega (Madrid) • Josep M.ª Corretger Rauet (Barcelona) • José González Hachero (Sevilla) • M.ª Teresa Hernández-Sampelayo Matos (Madrid) • Manuel Merino Moína (Madrid) • Luis Ortigosa del Castillo (Santa Cruz de Tenerife) • Jesús Ruiz Contreras (Madrid)                |
| 2011-2013 | • David Moreno Pérez (Málaga)            | • Francisco J. Álvarez García (Asturias) | • Javier de Arístegui Fernández (Bilbao) • Francisco J. Barrio Corrales • M.ª José Cilleruelo Ortega (Madrid) • José González Hachero (Sevilla) • Manuel Merino Moína (Madrid) • Luis Ortigosa del Castillo (Santa Cruz de Tenerife) • M.ª Teresa Hernández-Sampelayo Matos (Madrid) • Josep M.ª Corretger Rauet (Barcelona) Jesús Ruiz Contreras (Madrid)                            |
| 2013-2017 | • David Moreno Pérez (Málaga)            | • Francisco J. Álvarez García (Asturias) | • Javier de Arístegui Fernández (Bilbao) • M.ª José Cilleruelo Ortega (Madrid) • Josep M.ª Corretger Rauet (Barcelona) • Nuria García Sánchez (Zaragoza) • Ángel Hernández Merino (Madrid) • M.ª Teresa Hernández-Sampelayo Matos (Madrid) • Manuel Merino Moína (Madrid) • Luis Ortigosa del Castillo (Santa Cruz de Tenerife) • Jesús Ruiz Contreras (Madrid)                       |
| 2017-2019 | • David Moreno Pérez (Málaga)            | • Francisco J. Álvarez García (Asturias) | • Javier Álvarez Aldeán (Málaga) • M.ª José Cilleruelo Ortega (Madrid) • María Garcés-Sánchez (Valencia) • Nuria García Sánchez (Zaragoza) • Ángel Hernández Merino (Madrid) • María Méndez Hernández (Barcelona) • Manuel Merino Moína (Madrid) • Abián Montesdeoca Melián (Las Palmas de Gran Canaria) • Jesús Ruiz Contreras (Madrid)                                              |
| 2019      | • Francisco J. Álvarez García (Asturias) | • M.ª José Cilleruelo Ortega (Madrid)    | • Javier Álvarez Aldeán (Málaga) • María Garcés-Sánchez (Valencia) • Nuria García Sánchez (Zaragoza) • Elisa Garrote Llanos (Bilbao) • Ángel Hernández Merino (Madrid) • Antonio Iofrío de Arce (Murcia) • Manuel Merino Moína (Madrid) • Abián Montesdeoca Melián (Las Palmas de Gran Canaria) • M.ª Luisa Navarro Gómez (Madrid) • Jesús Ruiz Contreras (Madrid)                    |
| 2020-2021 | • Francisco J. Álvarez García (Asturias) | • M.ª José Cilleruelo Ortega (Madrid)    | • Javier Álvarez Aldeán (Málaga) • María Garcés-Sánchez (Valencia) • Nuria García Sánchez (Zaragoza) • Elisa Garrote Llanos (Bilbao) • Ángel Hernández Merino (Madrid) • Antonio Iofrío de Arce (Murcia) • Abián Montesdeoca Melián (Las Palmas de Gran Canaria) • M.ª Luisa Navarro Gómez (Madrid) • Jesús Ruiz Contreras (Madrid)                                                   |
| 2021-2025 | • Francisco J. Álvarez García (Asturias) | • M.ª José Cilleruelo Ortega (Madrid)    | • Javier Álvarez Aldeán (Málaga) • María Garcés-Sánchez (Valencia) • Elisa Garrote Llanos (Bilbao) • Antonio Iofrío de Arce (Murcia) • Abián Montesdeoca Melián (Las Palmas de Gran Canaria) • M.ª Luisa Navarro Gómez (Madrid) • Valentín Pineda Salas (Barcelona) • Irene Rivero Calle (Santiago de Compostela) • Jesús Ruiz Contreras (Madrid) • Pepe Serrano Marchuet (Barcelona) |

### Actividades del CAV-AEP

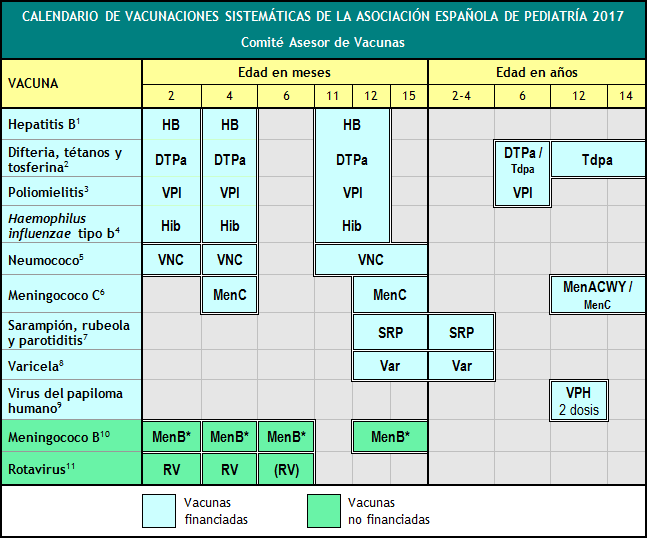
Calendario vacunal infantil 2017 (CAV-AEP)

Las actividades del CAV-AEP se encuentran reflejadas en la web oficial. Editor: Manuel Merino Moína. 
- El CAV-AEP emite, anualmente, recomendaciones de vacunación dirigidas a la población infantil española.[46][47]
- Manual de Vacunas (en línea) de la AEP. ISSN 2386-2696. Editores: F. Álvarez García, J. de Arístegui Fernández, M. Merino Moína y D. Moreno Pérez.[48]
- Noticias.
- Preguntas de familias y profesionales.

### Reconocimientos
- Javier de Arístegui Fernández es socio de honor de la AEP, 2013.[49]
- La web del CAV-AEP está reconocida y acreditada como una fuente de información de calidad y confiable por The Global Vaccine Safety Initiative (GVSI) de la Organización Mundial de la Salud (OMS).[50]

## Evidencias en Pediatría
ISSN 1885-7388.
La revista electrónica Evidencias en Pediatría nació en 2005, bajo el impulso de la Asociación Española de Pediatría de Atención Primaria (AEPap). En 2010 se incorpora al catálogo de publicaciones oficiales de la AEP. 
Actualmente es publicación oficial compartida por la AEP y la AEPap.
Es una publicación secundaria, con una periodicidad trimestral, basada en los postulados de la Medicina basada en la evidencia que somete a revisión a un grupo seleccionado de revistas biomédicas sobre la base de criterios de calidad, relevancia e impacto, mediante un estricto proceso de lectura crítica (Evidence-Based Medicine Working Group, EBMWG, y Critical Appraisal Skills Programme, CASP). 

### Equipo editorial
Han participado en el equipo editorial:,
| Fechas    | Directores                                                                         | Comité científico |
| --------- | ---------------------------------------------------------------------------------- | --- |
| 2005-2013 | • José Cristóbal Buñuel Álvarez • Paz González Rodríguez • Javier González de Dios | |
| 2013-2014 | • Javier González de Dios • Manuel Molina Arias • Eduardo Ortega Páez              | |
| 2015-2017 | • José Cristóbal Buñuel Álvarez • Manuel Molina Arias • Eduardo Ortega Páez        | • Pilar Aizpurua Galdeano • María Aparicio Rodrigo • Albert Balaguer Santamaría • José Cristóbal Buñuel Álvarez • Carlos Cuello García • Jaime Javier Cuervo Valdés • Eduardo Cuestas • Víctor de la Rosa Morales • María Jesús Esparza Olcina • Mercedes Fernández Rodríguez • César García Vera • Paz González Rodríguez • Vicente Ibáñez Prada • Pedro Martín Muñoz • Vicent Modesto i Alapont • Carlos Ochoa Sangrador • Gloria Orejón de Luna • Giordano Pérez Gaxiola • Sergio Francisco Puebla Molina • Juan Ruiz-Canela Cáceres |

### Distinciones
- Premio MedEs 2012 a la mejor iniciativa en el fomento del uso del idioma español para la divulgación del conocimiento médico.[54]
- Premio a la transparencia del Plan de Calidad para el SNS, Ministerio de Sanidad, Política Social e Igualdad, 2008.[55]

## Anales de Pediatría
La revista Anales de Pediatría (hasta 1999, Anales Españoles de Pediatría) se fundó en 1968.
Hasta la actualidad ha sido dirigida por:
- Ernesto Sánchez Villares (1922-1995).
- Manuel Bueno Sánchez.
- Juan Rodríguez Soriano (1933-2010).
- Eduardo González Pérez-Yarza.
- Empar Lurbe i Ferrer.
- Corsino Rey Galán.
- Montserrat Antón Gamero.

## Continuum
ISSN 2444-409X. 
El portal de formación a distancia de la AEP dirigido a los pediatras de habla española comenzó su andadura en 2013. 

### Equipo editorial
La composición del equipo editorial actual es:
| Fechas  | Directores                                           | Coordinadores |
| ------- | ---------------------------------------------------- | --- |
| 2013-14 | • Javier González de Dios • Francisco Hijano Bandera | • Manuel Praena Crespo • Manuel Molina Arias • F. Javier Pérez-Lescure Picarzo • Alberto García Salido • José M.ª Garrido Pedraz • Carlos Ochoa Sangrador • Carmen Villaizán Pérez |
| 2015-16 | • Javier González de Dios • Francisco Hijano Bandera | • Manuel Praena Crespo • Manuel Molina Arias • M.ª Rosa Pavo García • Alberto García Salido • José M.ª Garrido Pedraz • Carlos Ochoa Sangrador • Carmen Villaizán Pérez            |

### Distinciones
- Candidatura finalista al Premio al "Mejor proyecto en la enseñanza posgrado y la formación de especialistas", 2014. Cátedra de Educación Médica, Universidad Complutense de Madrid.[60]
- Premio "Mejores ideas 2013" de la publicación Actualidad Económica.[61]

## Otras publicaciones

### En Familia
Es una web que reúne recursos e información dirigidas a las familias, los niños y adolescentes, bajo la dirección de Victoria Rodríguez de la Rúa Fernández (Oviedo).

## Congresos
Congresos habidos, año y lugar de celebración:
| Año        | Sede              | Año | Sede | Año | Sede | Año | Sede | Año | Sede |
| ---------- | ----------------- | --- | ---- | --- | ---- | --- | ---- | --- | ---- |
| 1914 (1.º) | Palma de Mallorca |     |      |     |      |     |      |     |      |
| 1923 (2.º) | San Sebastián     |     |      |     |      |     |      |     |      |
| 1925 (3.º) | Zaragoza          |     |      |     |      |     |      |     |      |
| 1928 (4.º) | Valencia          |     |      |     |      |     |      |     |      |
| 1933 (5.º) | Granada           |     |      |     |      |     |      |     |      |
| 1944 (6.º) | Santander         |     |      |     |      |     |      |     |      |
|            |                   |     |      |     |      |     |      |     |      |
|            |                   |     |      |     |      |     |      |     |      |
|            |                   |     |      |     |      |     |      |     |      |
|            |                   |     |      |     |      |     |      |     |      |

| Año         | Sede                   | Año         | Sede                                |
| ----------- | ---------------------- | ----------- | ----------------------------------- |
| 2000        |                        | 2010 (59.º) | Maspalomas, Gran Canaria            |
| 2001        |                        | 2011 (60.º) | Valladolid                          |
| 2002 (51.º) | Bilbao                 | 2012 (61.º) | Granada                             |
| 2003 (52.º) | Madrid                 | 2013 (62.º) | Sevilla                             |
| 2004 (53.º) | Madrid                 | 2014        | Madrid Centenario del 1.er Congreso |
| 2005 (54.º) | Murcia                 | 2015 (63.º) | Bilbao                              |
| 2006 (55.º) | Valencia               | 2016 (64.º) | Valencia                            |
| 2007 (56.º) | Barcelona              | 2017 (65.º) | Santiago de Compostela              |
| 2008 (57.º) | Santiago de Compostela | 2018        | Zaragoza                            |
| 2009 (58.º) | Zaragoza               |             |                                     |

## Véase también

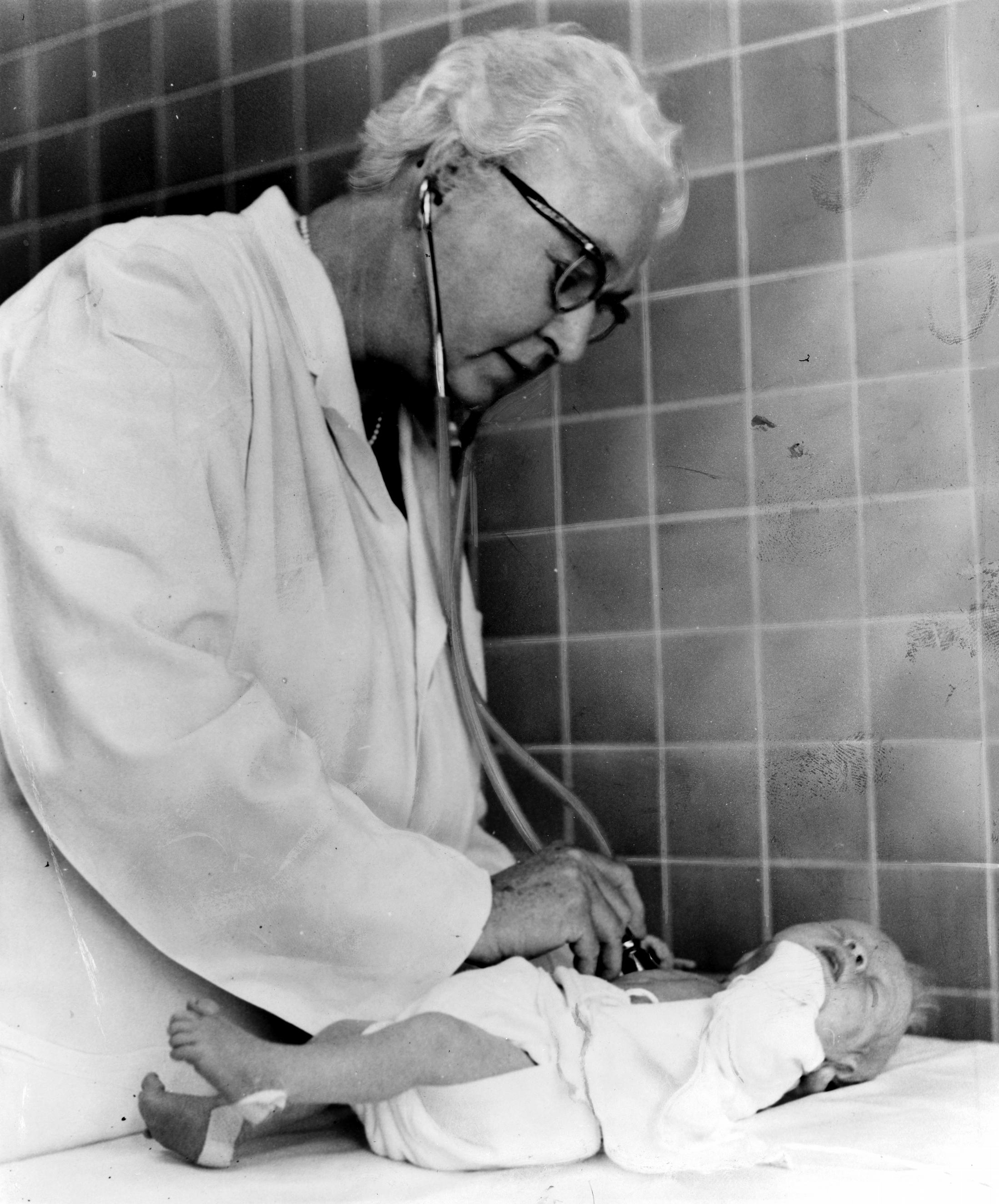
Virginia Apgar, desarrolló el test de Apgar en 1953.

### Personajes relevantes
- Andrés Martínez Vargas, 1861-1948.
- Ángel Nogales Espert, 1941-2012.
- Carlos González, 1960-.
- Enrique Jaso Roldán, 1904-1993.
- Enrique Suñer Ordóñez, 1878-1941.
- Ernesto Sánchez Villares, 1922-1995.
- Federico Rubio y Galí, 1827-1902.
- Gregorio Marañón, 1887-1960.
- Guillermo Arce Alonso 1901-1970.
- Jerónimo Soriano, 1550-.
- Joaquín Colomer Sala, 1924-2011.
- José María Segovia de Arana, 1919-2016.
- Juan Rodríguez Soriano, 1933-2010.
- Manuel Pombo Arias, 1943-.
- Manuel Tolosa Latour, 1857-1919.
- Mariano Benavente González, 1818-1885 (padre de Jacinto Benavente, 1866-1954, premio Nobel de Literatura en 1922).
- Martina Castells Ballespí, 1852-1884.
- Ramón Gómez Ferrer, 1862-1924.
- Trinitat Sais Plaja, 1878-1933.

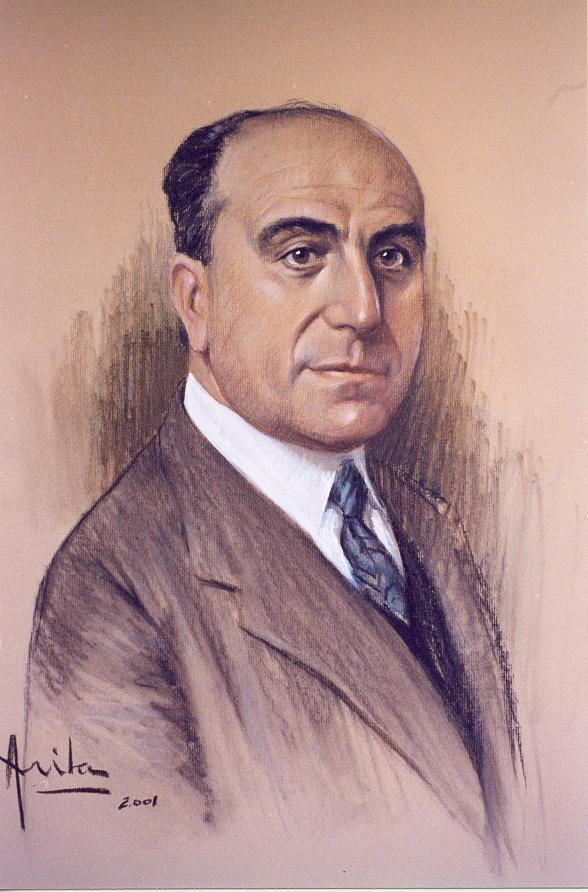
Enrique Suñer Ordóñez, 1878-1941
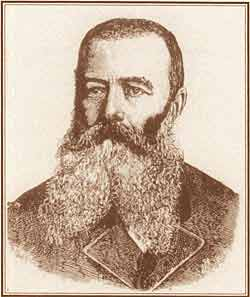
Federico Rubio y Galí, 1827-1902
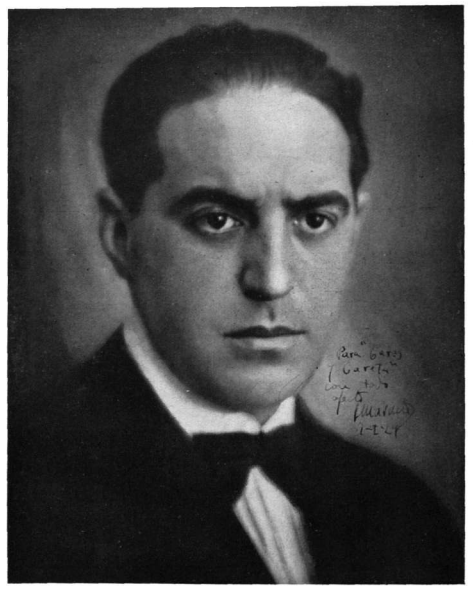
Gregorio Marañón, 1887-1960
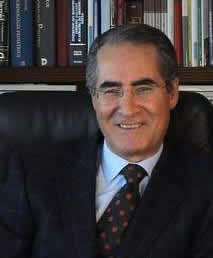
Manuel Pombo Arias, 1943-
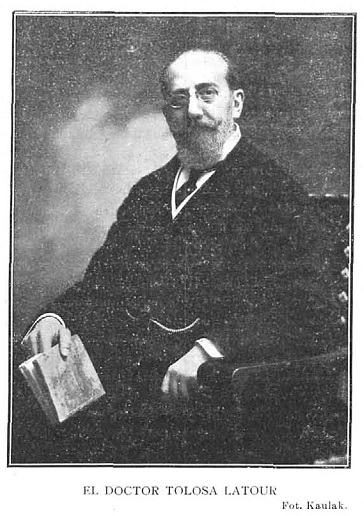
Manuel Tolosa Latour. 1857-1919
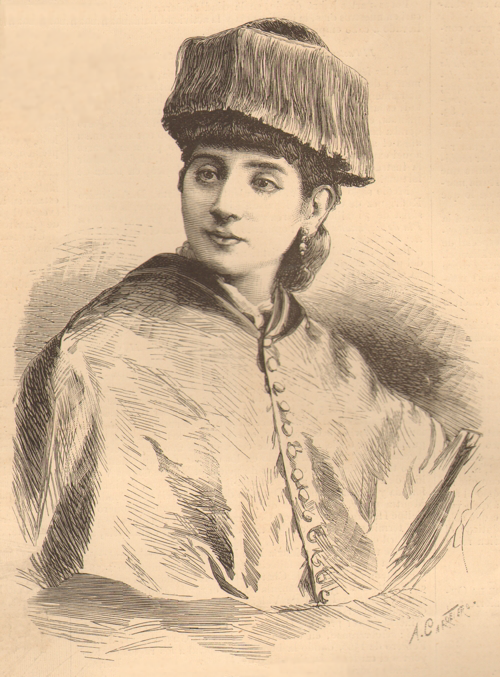
Martina Castells Ballespí, 1852-1884
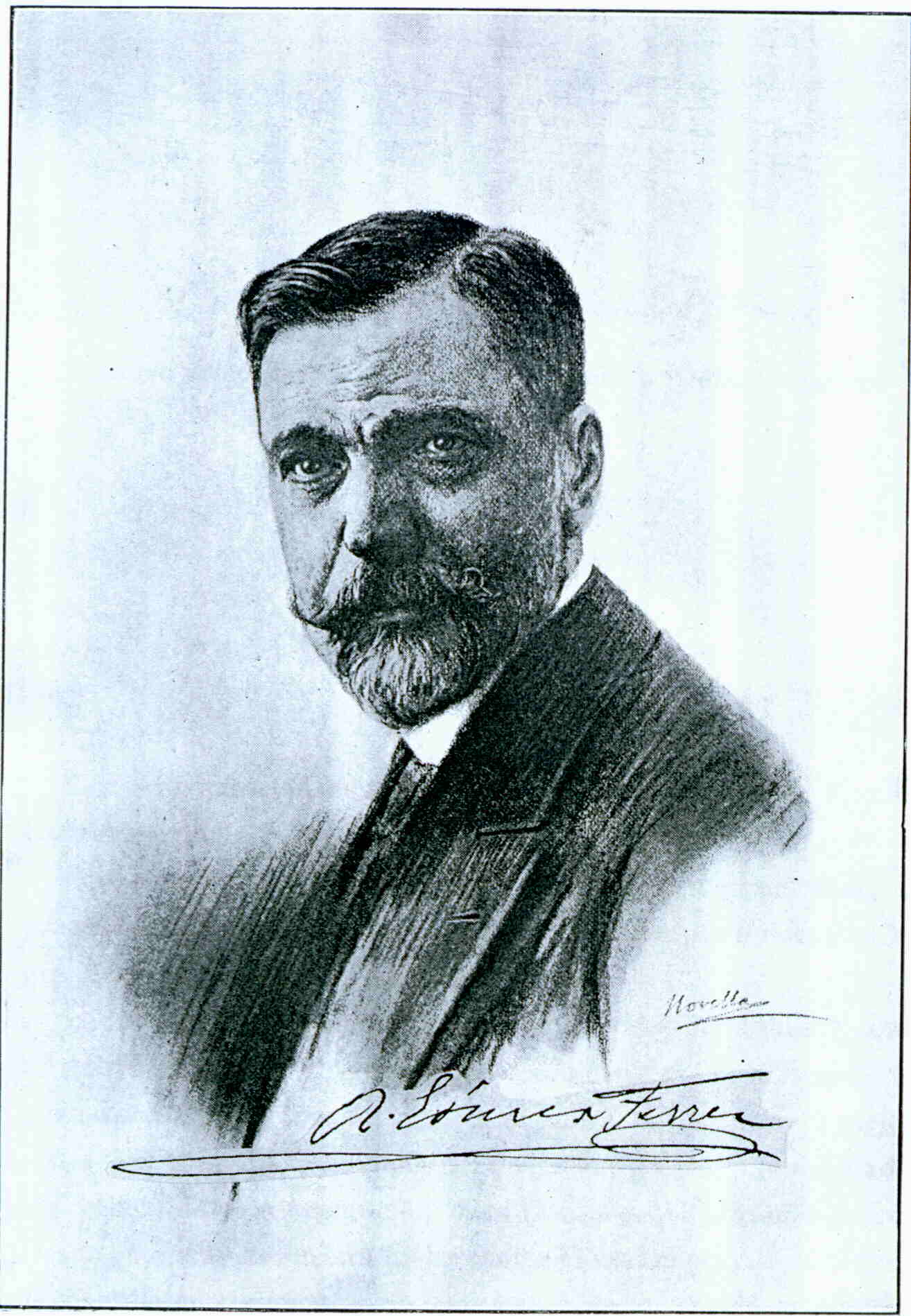
Ramón Gómez Ferrer, 1862-1924

### Instituciones
- Hospital Infantil Universitario Niño Jesús, Madrid.
- Hospital Universitario La Paz, Madrid.
- Hospital Universitario Marqués de Valdecilla, Santander.
- Hospital Universitario Valle de Hebrón, Barcelona.
- Hospital de la Santa Cruz y San Pablo, Barcelona.
- Hospital de Bellvitge, Hospitalet de Llobregat, Barcelona.
- Gota de Leche.
- Unicef
- Centros de Salud:
  - La Rivota, Alcorcón, Madrid.
  - Centro de Salud El Greco, Getafe, Madrid.

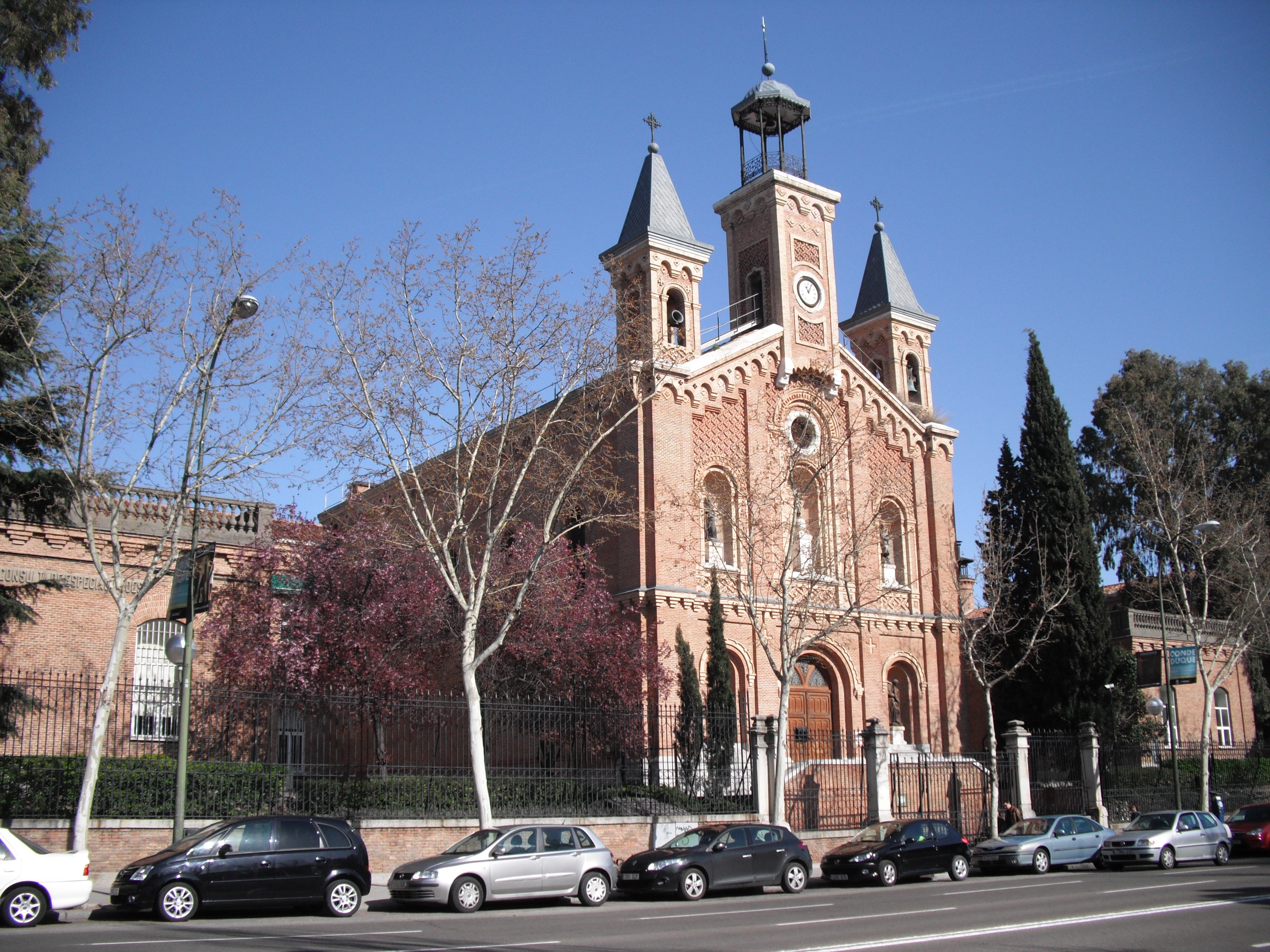
Hospital Infantil Universitario Niño Jesús, Madrid
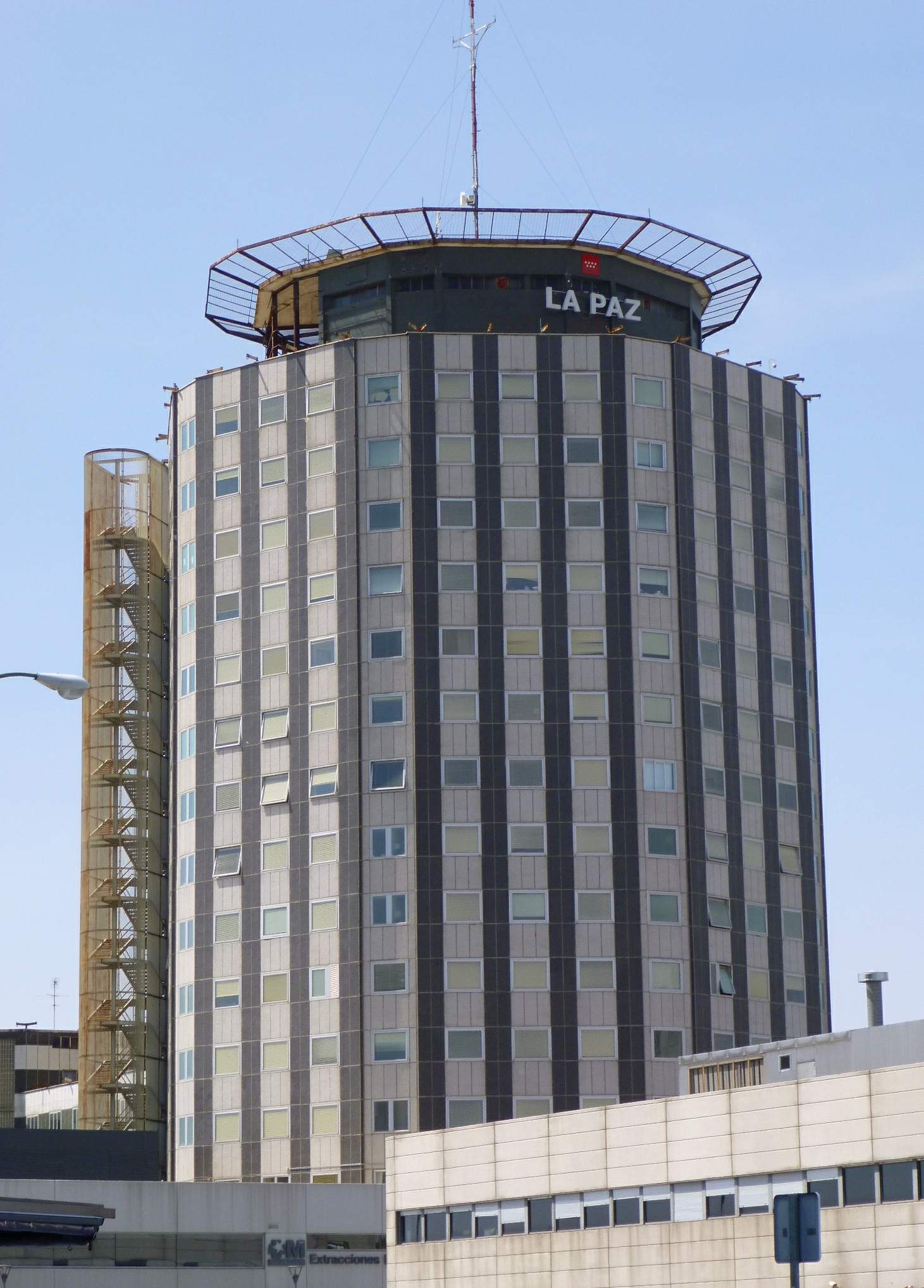
Hospital Universitario La Paz, Madrid
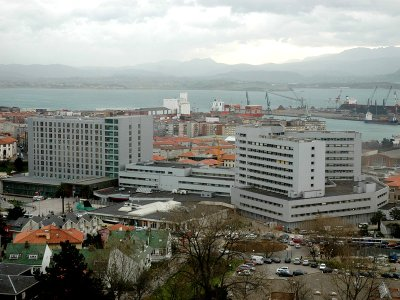
Hospital Universitario Marqués de Valdecilla, Santander
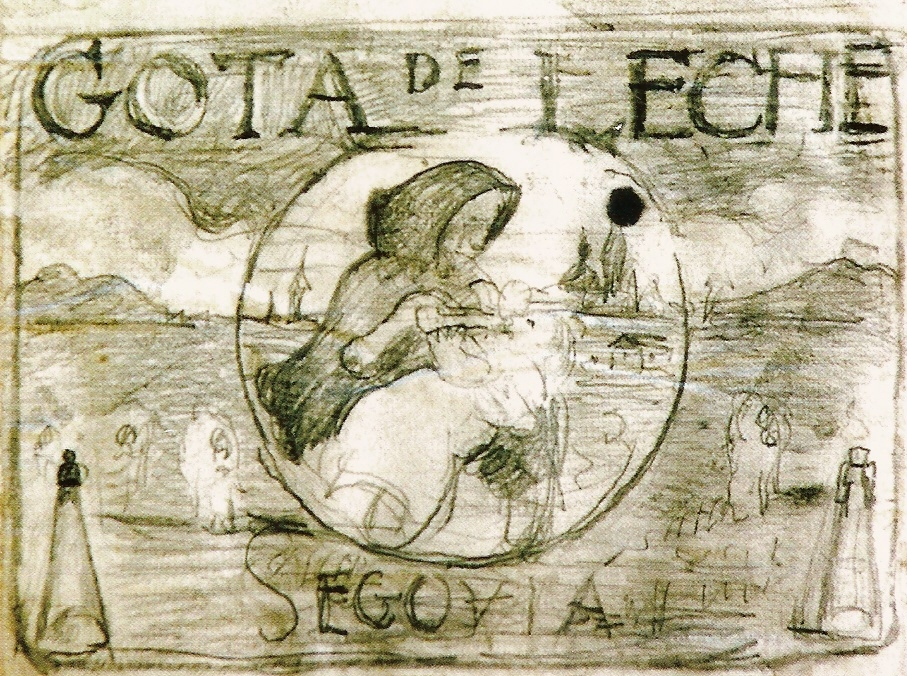
Boceto de Daniel Zuloaga para la realización del mural de la institución segoviana Gota de Leche, hacia 1913
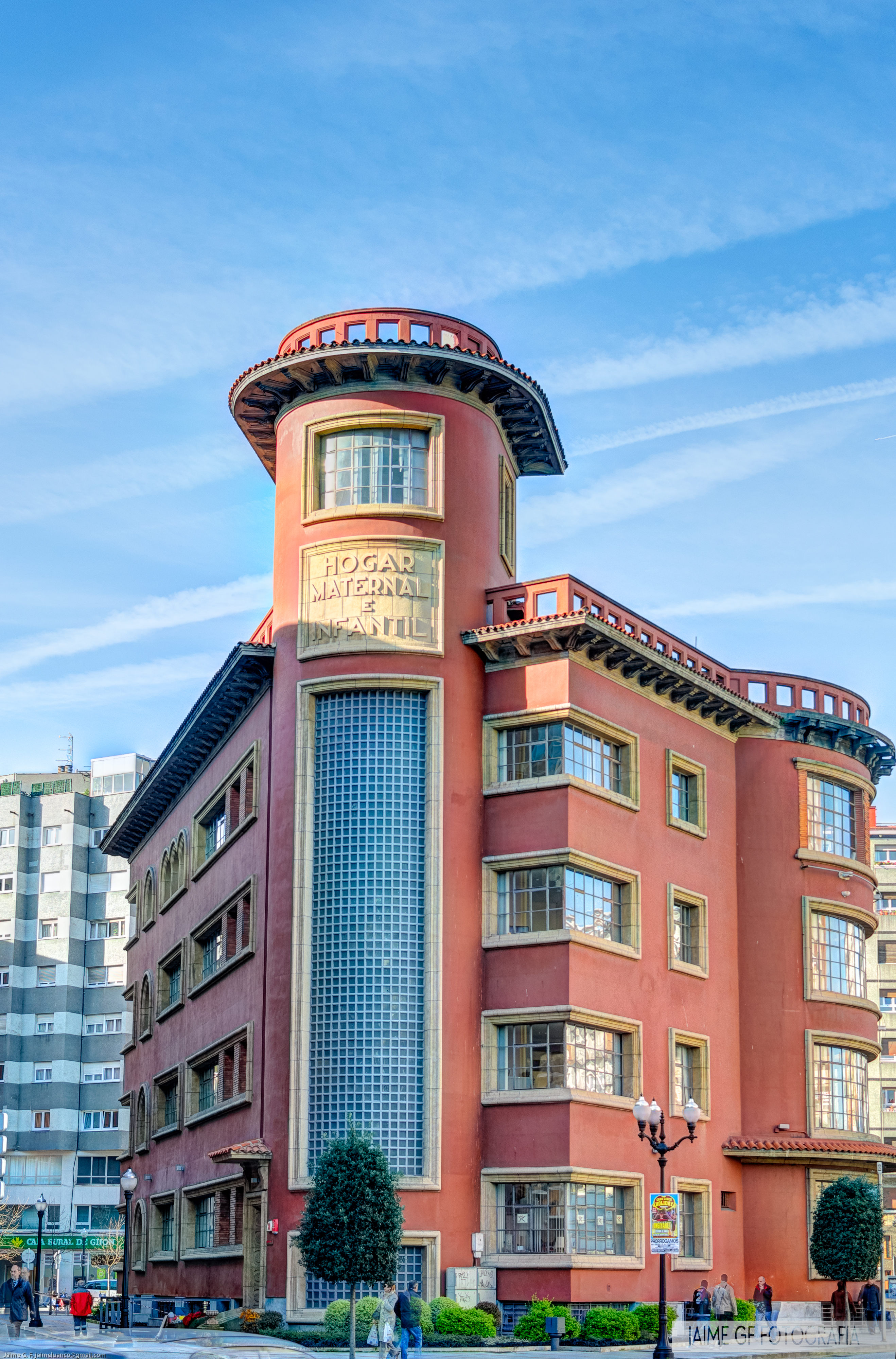
Hogar Materno-Infantil, Gijón, 1949
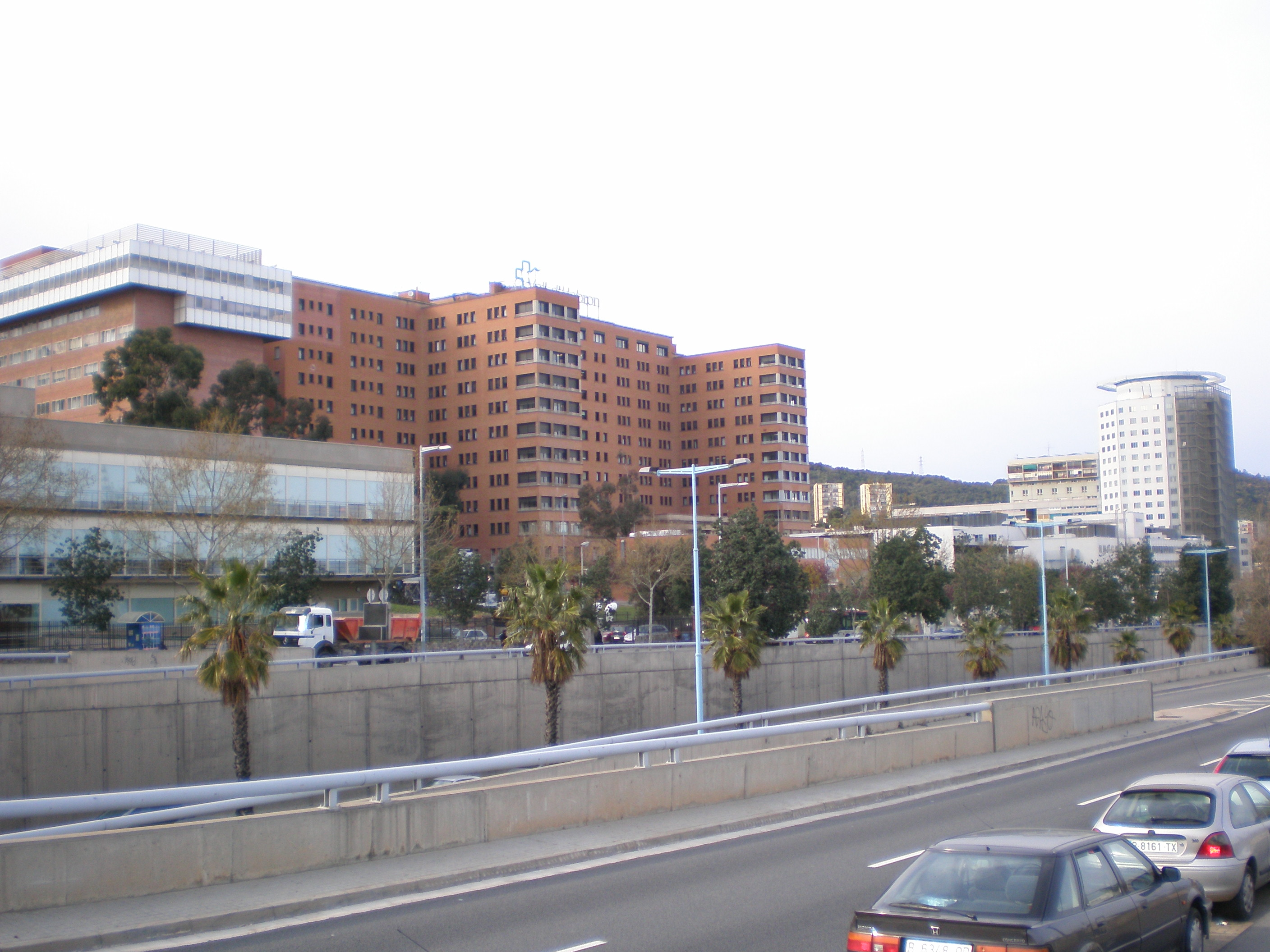
Hospital Universitario Valle de Hebrón, Barcelona
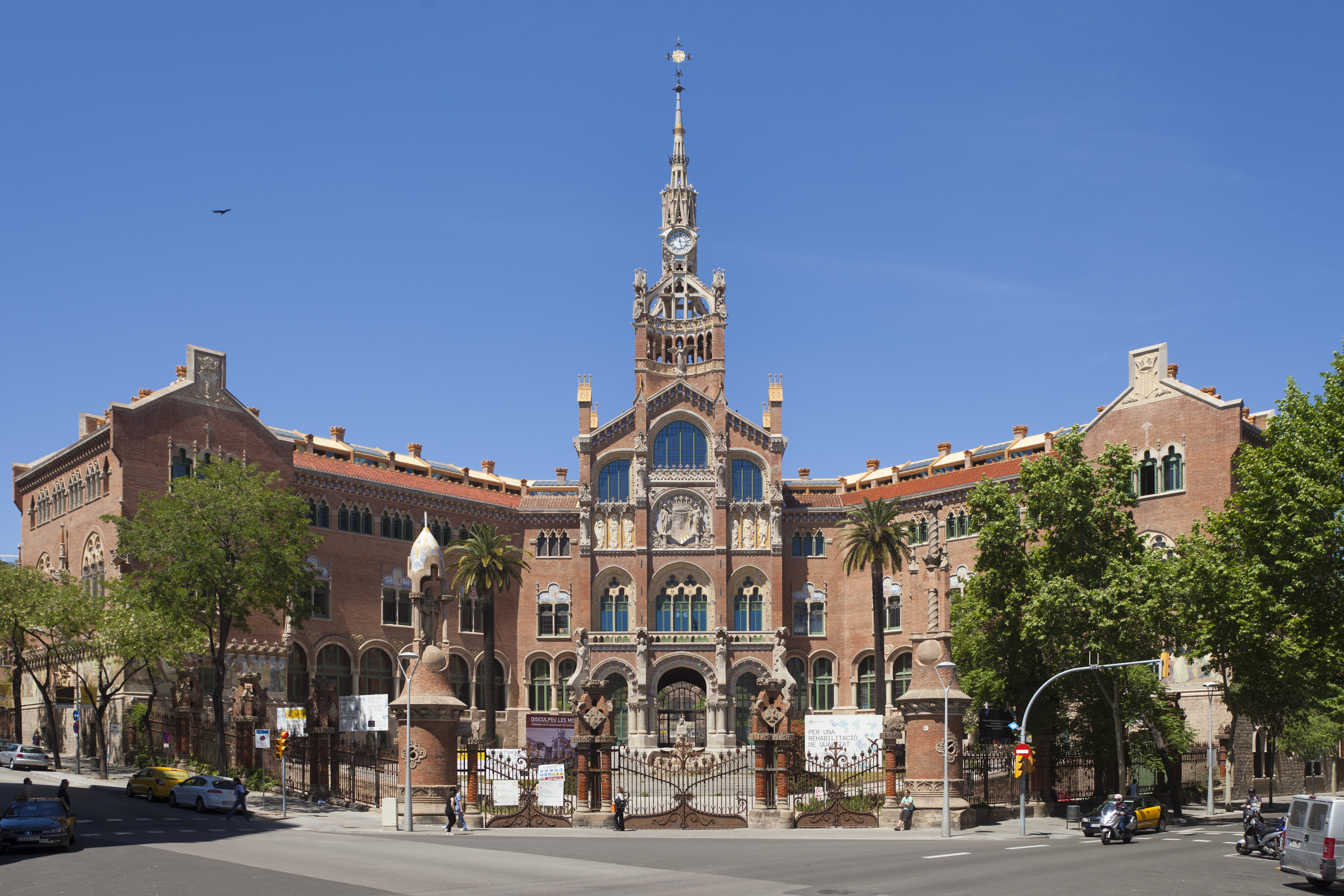
Hospital de la Santa Cruz y San Pablo, Barcelona
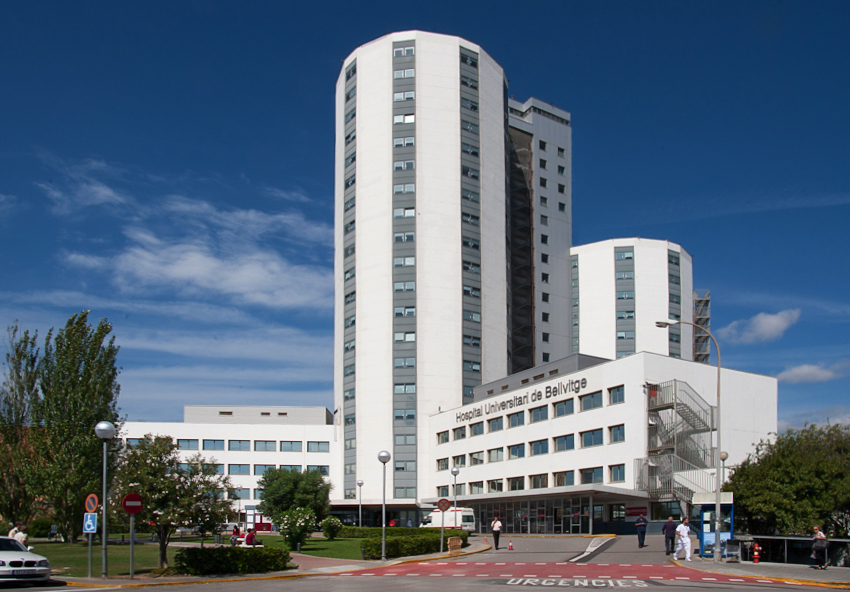
Hospital de Bellvitge, Hospitalet de Llobregat, Barcelona
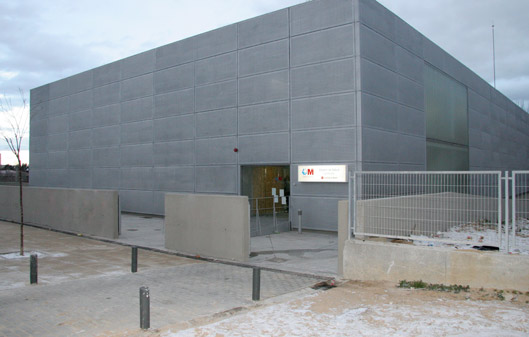
Centro de Salud La Rivota, Alcorcón, Madrid
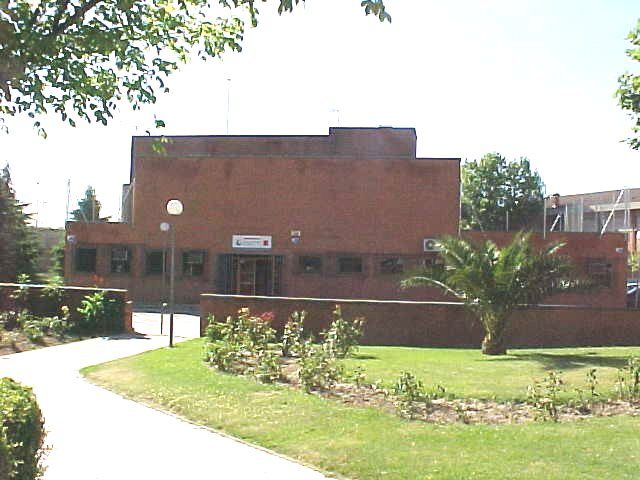
Centro de Salud El Greco, Getafe, Madrid

### Sociedades científicas
- Asociación Española de Pediatría de Atención Primaria.
- Sociedad de Pediatría de Asturias, Cantabria y Castilla y León.
- Sociedad de Pediatría de Madrid y Castilla-La Mancha.[64]
- Sociedades científicas.

### Publicaciones
- Revista Pediatría de Atención Primaria.
- Familia y Salud.

### Otros
- Iniciativa para la Humanización de la Asistencia al Nacimiento y la lactancia.
- Pediatría.
- Mortalidad infantil. Mortalidad infantil, clasificada por países, 2010.
- Virginia Apgar (1909-1974), pediatra y anestesista que desarrolló el test de Apgar.[63]
- Convención sobre los Derechos del Niño.